# Fredrik Gertten
Carl Fredrik (von) Gertten, född 3 april 1956 i Malmö, är en svensk filmare, filmproducent och journalist. Gerttens produktionsbolag WG Film grundades 1994 och är känd för titlar som Push (2019), Bikes vs cars (2015), och Bananas!* (2009). Ett genomgående tema i hans filmer är granskningen av globala orättvisor som korruption, lobbying, finansialisering och extractivism. Gerttens filmer har haft premiär på festivaler som Sundance, Berlinale, Hotdocs, IDFA, och CPH:DOX. Hans senaste film Breaking Social (2023) hade premiär på CPH:DOX i mars 2023 och bygger vidare på den trend av globala problem som Gertten belyser och kritiserar.
Han driver en podcast tillsammans med Leilani Farha, FN:s tidigare rapportör för rätten till en bostad.

## Filmkarriär[7]
På senare år har Gertten i allt större utsträckning riktat blicken mot globala företeelser och orättvisor. Med dokumentärfilmen Breaking Social undersöker han internationella mönster kring kleptokrati och korruption. Andra centrala teman är extractivism, golden passports och det sociala kontraktet. Ett genomgående mönster i filmen är hur det sociala kontraktet bryts av de superrika och mäktiga, och ett nytt socialt kontrakt behöver därför bildas som belönar de som bidrar till samhället. Framstående karaktärer i filmen är bland andra filosofen och historikern Rutger Bregman och experten Sarah Chayes. Breaking Social hade världspremiär på CPH:DOX i mars 2023.
Gertten beskriver Breaking Social som en systerfilm till tidigare producerade Push, Bikes vs Cars samt Bananas!* och Big Boys Gone Bananas!* (2011). I Push granskas den globala fastighetsmarknaden och multinationella aktörer som Blackstone exponeras för att köpa upp fastigheter världen över och tvinga folk att leva på gatorna genom att driva upp hyreskostnader. Huvudkaraktären i denna film är FN:s specielle rapportör om rätten till en bostad, Leilani Farha. Push visades i den svenska riksdagen och påverkade lagstiftning kring uppköp av fastigheter i Danmark, Tyskland och Nya Zeeland.
Bikes vs Cars (2015) granskar massbilismens framväxt och den aktuella kampen mellan cyklister och bilister i olika världsmetropoler. Filmen hade världspremiär på South by Southwest (SXSW) och har bland annat visats på dokumentärfilmfestivalen Tempo och i svenska riksdagen. Efter filmens premiär tilldelades Gertten cykelpriset ”Talents du Vélo” i Paris vilket går till personer som främjar cykling som transportmetod.
År 2019 släpptes Jozi Gold, en miljöfilm som skildrar konsekvenserna av guldproduktionen i Sydafrika. Gertten regisserade filmen tillsammans med Sylvia Vollenhoven och producerades av WG Film i samarbete med två sydafrikanska filmare. Filmen hade premiär vid Encounters South African International Documentary Film Festival i juni 2019.
Gertten arbetade som journalist för tidningar, radio och television i Afrika, Latinamerika, Asien och runt om i Europa under 1980- och 1990-talen. År 1995 kom reseboken Ung man söker världen (Gong Gong förlag). Gertten var krönikör i tidningen Arbetet under 1990-talet och sedan i Kvällsposten 2001–2003. Han har för SVT, TV 4 och TV 3 producerat historiska dokumentärer, nöjesprogram och ett mediegranskande magasin. Han driver produktionsbolaget WG film i Malmö.

## Juridisk strid om Bananas
Gerttens film Bananas!*  (2009) uppmärksammade striden som nicaraguanska fruktarbetare förde mot det multinationella företaget Dole. Bananjätten valde då att stämma Gertten, filmbolaget och producenten Margarete Jangård. Filmen fick ett brett stöd av riksdagen och stämningen drogs tillbaka efter två månader. Kampen om filmen och yttrandefrihet från Gerttens sida ledde till ett flertal priser, däribland Anna Politkovskaya Freedom of Speech Award som är Publicistklubbens pris till Anna Politkovskajas minne. Filmen vann även Fuf-priset (Föreningen för Utvecklingsfrågor), ett årligt pris som tilldelas särskilt goda insatser inom internationellt utvecklings- och biståndsarbete.
Stämningen fick den svenska snabbmatskedjan Max att sluta sälja Doles fruktsallad i sina restauranger. Filmen bidrog även till att säljandet av FairTrade bananer ökade från 5 till 50 procent i Sverige.
Processen skildras i Big Boys Gone Bananas (2011). Filmen hade premiär på Sundance och har visats på bland annat Toronto, IDFA och Berlinale Filmfestival. Den har idag nått en publik i över 80 länder.
Gertten tilldelades det svenska konsumentpriset Blåslampan 2013 för att via filmerna ha ”väckt medvetande, skapat opinion och åstadkommit faktiska förändringar kring viktiga miljö- och hälsofrågor kopplade till vår konsumtion”. 2010 fick han även LO Nordvästra Skånes Miljöpris.

## Malmöfilmer
Under WG Films tidiga år arbetade Gertten med Malmö som bas. Han har med sin verksamhet både dokumenterat och kritiskt granskat de samhällsomvandlingar som staden har genomgått sedan 1980-talet. Hans dokumentärfilmer om Malmö, ofta producerade i samarbete med andra, har bland annat behandlat Malmö FF och Zlatan Ibrahimovic i framgångar och motgångar (Blådårar, 1998; Blådårar 2; 2001; Vägen tillbaka, 2002; Den unge Zlatan, 2016). 
Andra filmer baserade i Malmö av Gertten inkluderar byggandet av Öresundsbron (Gå på vatten, 2000), slutet för tidningen Arbetet (Mordet på en tidning, 2001), rivningen av Kockumskranen (Bye Bye Malmö, 2003), samt historien om Turning Torso (Sossen, arkitekten och det skruvade huset, 2005). 
I Pei-Sze Chows doktorsavhandling (2017, University of London) om Öresunds historia 1999–2014 beskrivs Gerttens tre filmer (Gå på vatten; 2000, Bye Bye Malmö; 2003, Sossen, arkitekten och det skruvade huset; 2005) som en dokumentation av mänskliga relationer kring konstruktionen av olika landmärken i början på 2000-talet. Chow menar att Gerttens filmer kan ses som en oplanerad trilogi av filmiska porträtt som länkar sociopolitiska förändringar och arkitektonisk omvandling.

## Tidigare arbeten
Gertten har producerat såväl historiska dokumentärer som nöjesprogram och ett mediegranskande magasin för SVT, TV 4 och TV 3.
Under 1980- och 1990-talet arbetade Gertten som journalist för tidningar, radio och television i Afrika, Latinamerika, Asien och runt om i Europa. Under 1990-talet var han krönikör i tidningen Arbetet och därefter i Kvällsposten åren 2001–2003. Han skrev reseboken Ung man söker världen (Gong Gong förlag) 1995.

## Utmärkelser
I oktober 2017 utnämndes Gertten till filosofie hedersdoktor vid Malmö universitet för sitt arbete som dokumentärfilmare. Framstående utmärkelser Gerrten tilldelats är Sveriges Arkitekters Kritikerpris för filmen "Push” 2019, publicistklubbens pris till Anna Politkovskajas minne 2010 och Sydsvenska Dagbladets kulturpris. Gertten var sommarpratare i Sveriges Radio 2011.

## Priser och nomineringar

### Push:[3]
- Arkitekters Kritikerpris 2019
- Vinnare Prix Italia Signis Special Award[29]
- Nominerad till European Film Academy Award for Best Documentary
- Politiken Audience Award - CPH:DOX
- Young Jury Reteena Award - Docs Barcelona
- Best Feature Award - San Francisco Green Film Festival
- Special Mention - Life After Oil Film Festival
- Justin Louis Award Best Documentary (Feature) - Freedom Film Fest
- Open Eyes Youth Jury Award - Nuremberg Human Right Film Festival
- Premio del Jurado Global Docs Jury Award - DocsMX

### Bikes vs Cars:[4]
- Tempo Documentary FF – Honourable Mention
- UK Green FF – Audience Award
- Docs Against Gravity – Special Mention
- San Francisco Green FF – Best Feature
- Cinamambiente – Best Film
- Internationales Filmwochenende – Audience Award, Best Documentary
- Talents du Vélo

### Bananas!* och Big Boys gone Bananas:[30][31]
- Los Angeles Film Festival 2009 – Nominated for Best Documentary Feature
- International Green Film Award 2010 – Nominated for ‘Green Oscar’
- Publicistklubbens pris till Anna Politkovskajas minne 2010
- Blåslampan 2013
- Fuf-priset

### Övriga priser
- LO Nordvästra Skånes Miljöpris.
- Gertten hamnade 2015 på plats 45 på Aktuell Hållbarhets lista över Sveriges miljömäktigaste personer.
- Sydsvenska Dagbladets kulturpris
- Arkitekters Kritikerpris 1999

## Filmografi

### Filmer som regissör och producent
- 2023 – Breaking Social
- 2019 – Jozi Gold
- 2019 – Push
- 2016 – Becoming Zlatan
- 2015 – Bikes vs Cars
- 2012 – The Invisible Bicycle Helmet (kortdokumentär)
- 2011 – Big Boys Gone Bananas!*
- 2009 – Bananas!*
- 2005 – Sossen, arkitekten och det skruvade huset (The Socialist, the Architect, and the Twisted Tower)
- 2005 – An Ordinary Family
- 2003 – Bye Bye Malmö (Just a piece of steel)
- 2002 – Vägen tillbaka – Blådårar 2 (The way back, True blue 2)
- 2002 – Poesigeneralen (The Poetry General)
- 2001 – Mordet på en tidning (The death of a working man's newspaper)
- 2001 – Resa med Siluett (Travel with Siloutte)
- 2000 – Gå på vatten (Walking on Water)
- 2000 – The Great Bridge (kortfilm)
- 1998 – Blådårar (True Blue)

### Filmer som producent
- 2022 – Döttrar, Jenifer Malmqvist
- 2017 – Dead Donkeys Fear No Hyenas, Joakim Demmer
- 2013 – Maria and her Shadow, Fredric Ollerstam
- 2011 – Love Always, Carolyn, Maria Ramström & Malin Korkeasalo
- 2010 – I Bought A Rainforest, Jacob Andrén & Helena Nygren
- 2008 – Burma VJ, Anders Østergaard
- 2008 – Final Image, Andrés Habbeger
- 2007 – The Leftovers, Kerstin Übelacker & Michael Cavanagh
- 2006 – Milkbar, Terese Mörnvik & Ewa Einhorn
- 2006 – Thin Ice (Tunn Is), (2006) Håkan Berthas
- 2006 – Belfast Girls, Malin Andersson
- 2003 – Love Boat, kortfilm, Anna Norberg
- 2002 – Boogie Woogie Pappa, kortfilm, Erik Bäfving
- 2000 – 30 years have passed, comrade, Lars Westman
- 1998 – Sambafotboll, Lars Westman & Fredrik Ekelund